# Merida (Leyte)
Merida è una municipalità di quarta classe delle Filippine, situata nella Provincia di Leyte, nella Regione di Visayas Orientale.
Merida è formata da 22 baranggay:
- Binabaye
- Cabaliwan
- Calunangan
- Calunasan
- Cambalong
- Can-unzo
- Canbantug
- Casilda
- Lamanoc
- Libas
- Libjo

- Lundag
- Macario
- Mahalit
- Mahayag
- Masumbang
- Mat-e
- Poblacion
- Puerto Bello
- San Isidro
- San Jose
- Tubod